# Лампасас (Техас)
Лампасас (англ. Lampasas) — місто (англ. city) в США, в окрузі Лемпасас штату Техас. Населення — 7291 особа (2020).

## Географія
Лампасас розташований за координатами 31°3′59″ пн. ш. 98°10′53″ зх. д. / 31.06639° пн. ш. 98.18139° зх. д. (31.066422, -98.181384).  За даними Бюро перепису населення США в 2010 році місто мало площу 17,47 км², з яких 17,43 км² — суходіл та 0,04 км² — водойми. В 2017 році площа становила 18,98 км², з яких 18,94 км² — суходіл та 0,04 км² — водойми.

### Клімат
Місто знаходиться у зоні, котра характеризується вологим субтропічним кліматом. Найтепліший місяць — серпень із середньою температурою 28.4 °C (83.1 °F). Найхолодніший місяць — січень, із середньою температурою 7.8 °С (46.1 °F).
| Клімат Лампасаса        | Клімат Лампасаса | Клімат Лампасаса | Клімат Лампасаса | Клімат Лампасаса | Клімат Лампасаса | Клімат Лампасаса | Клімат Лампасаса | Клімат Лампасаса | Клімат Лампасаса | Клімат Лампасаса | Клімат Лампасаса | Клімат Лампасаса | Клімат Лампасаса |
| Показник                | Січ.             | Лют.             | Бер.             | Квіт.            | Трав.            | Черв.            | Лип.             | Серп.            | Вер.             | Жовт.            | Лист.            | Груд.            | Рік              |
| Абсолютний максимум, °C | 35               | 37,2             | 37,8             | 39,4             | 40               | 42,2             | 44,4             | 44,4             | 42,2             | 40               | 33,9             | 32,2             | 44,4             |
| Середній максимум, °C   | 15,3             | 17,3             | 21,6             | 25,8             | 29,1             | 33,1             | 35,4             | 35,8             | 32,2             | 27,1             | 20,7             | 16,2             | 25,8             |
| Середня температура, °C | 7,8              | 9,7              | 13,8             | 18,3             | 22,3             | 26,4             | 28,3             | 28,4             | 24,8             | 19,2             | 13,1             | 8,7              | 18,4             |
| Середній мінімум, °C    | 0,3              | 2,2              | 6,1              | 10,8             | 15,6             | 19,7             | 21,2             | 20,9             | 17,5             | 11,4             | 5,5              | 1,2              | 11,1             |
| Абсолютний мінімум, °C  | −24,4            | −23,9            | −11,1            | −4,4             | 0                | 8,3              | 11,1             | 8,9              | 0,6              | −6,7             | −11,1            | −21,7            | −24,4            |
| Норма опадів, мм        | 42               | 52               | 55               | 77               | 103              | 75               | 50               | 50               | 75               | 77               | 57               | 54               | 768              |
| Днів з опадами          | 7                | 6                | 6                | 7                | 8                | 6                | 5                | 5                | 6                | 6                | 6                | 6                | 74               |
| Днів зі снігом          | 0,1              | 0,1              | 0                | 0                | 0                | 0                | 0                | 0                | 0                | 0                | 0                | 0                | 0,2              |
| ----------------------- | ---------------- | ---------------- | ---------------- | ---------------- | ---------------- | ---------------- | ---------------- | ---------------- | ---------------- | ---------------- | ---------------- | ---------------- | ---------------- |
| Джерело: Weatherbase    |                  |                  |                  |                  |                  |                  |                  |                  |                  |                  |                  |                  |                  |

## Демографія
Згідно з переписом 2010 року, у місті мешкала 6681 особа в 2610 домогосподарствах у складі 1723 родин. Густота населення становила 382 особи/км².  Було 2903 помешкання (166/км²).
Расовий склад населення:
| - 84,7 % — білих - 1,5 % — чорних або афроамериканців - 0,7 % — корінних американців - 0,7 % — азіатів - 9,6 % — осіб інших рас |

До двох чи більше рас належало 2,8 %. Частка іспаномовних становила 24,6 % від усіх жителів.
За віковим діапазоном населення розподілялося таким чином: 26,1 % — особи молодші 18 років, 56,4 % — особи у віці 18—64 років, 17,5 % — особи у віці 65 років та старші. Медіана віку мешканця становила 37,7 року. На 100 осіб жіночої статі у місті припадало 89,4 чоловіків;  на 100 жінок у віці від 18 років та старших — 87,0 чоловіків також старших 18 років.
Середній дохід на одне домашнє господарство  становив 50 582 долари США (медіана — 38 989), а середній дохід на одну сім'ю — 61 116 доларів (медіана — 49 838). Медіана доходів становила 39 219 доларів для чоловіків та 27 818 доларів для жінок. За межею бідності перебувало 21,9 % осіб, у тому числі 27,7 % дітей у віці до 18 років та 15,8 % осіб у віці 65 років та старших.
Цивільне працевлаштоване населення становило 2974 особи. Основні галузі зайнятості: освіта, охорона здоров'я та соціальна допомога — 30,1 %, будівництво — 16,0 %, роздрібна торгівля — 12,4 %.